# Carlson Manuel
Carlson A. Manuel is de gevolmachtigde minister van Curaçao.  

## Loopbaan
Manuel studeerde aan de Hogeschool voor Kunsten in Rotterdam. Hij was onder meer actief als systeembeheerder en IT-consultant.
Hij kwam in december 2021 in opspraak toen naar buiten kwam dat een groot aantal mensen bij het Curaçaohuis in Den Haag zijn aangenomen met een negatief advies waaronder zijn broer Carlton. Ook ontstond er ophef over het plan om camerabeveiliging in het Curaçaohuis te plaatsen en was er een cultuur van angst, represaille en onderdrukking aanwezig in het Curaçaohuis.